# Katarzyna Smutniak
Katarzyna Anna Smutniak (Piła, 13 augustus 1979) is een Poolse actrice.